# Geng Bjao
Geng Bjao (kitajsko 耿飚; pinjin: Gěng Biāo), kitajski general, * 26. avgust 1909, Liling, Hunan, Kitajska, † 23. junij 2000, Peking, Ljudska republika Kitajska.
Med letoma 1981 in 1982 je bil minister za obrambo Ljudske republike Kitajske.